# 安鶴宮
安鶴宮（：／ Anhakgung）是朝鮮民主主義人民共和國的遺址，位於首都平壤市之東北部的大城山山麓。

## 建築群的由來
安鹤宫是在公元427年，高句麗的長壽王把首都由國內城（現在的中國吉林省集安市）遷至平壤的時候所修築的宏偉王宮。占地面積約386,000平方米，宮城為高約12米，邊長622米的正方形土城，以外殿、內殿及寢殿等三個部分為中心，形成南宮、中宮、北宮。整個安鶴宮共由5個建築群共52幢大小建築物組成。高句麗的領導者們一直居住在此宮殿約160年，直到公元586年，才遷移到平壤城（現時的平壤市中心區裡的普通江及大同江環繞的地方）。

## 現況
宫城的残存建筑已在朝鮮戰爭期间（朝鮮方面称为“祖國解放戰爭”）被入侵的美國軍隊炸毀，目前仅存基座遺址。近年，朝鮮政府製造了它的模型，安放在平壤的國立中央歷史博物館；複製品位於韓國的首爾之首爾歷史博物館及中華人民共和國的博物館里。

## 公共交通
- 平壤地鐵系統，革新線，樂園車站

## 鄰近的觀光熱點
- 大城山城
- 大城山遊樂場
- 朝鮮中央植物園
- 朝鮮中央動物園
- 廣法寺